# Рој (Њу Мексико)
Рој (енгл. Roy) град је у америчкој савезној држави Њу Мексико.

## Демографија
По попису из 2010. године број становника је 234, што је 70 (-23,0%) становника мање него 2000. године.
| Група             | 2000.       | 2010.       |
| Белци             | 141 (46,4%) | 94 (40,2%)  |
| Афроамериканци    | 0 (0,0%)    | 2 (0,9%)    |
| Азијати           | 0 (0,0%)    | 0 (0,0%)    |
| Хиспаноамериканци | 160 (52,6%) | 136 (58,1%) |
| Укупно            | 304         | 234         |